# Pierre Rémy Corneille
Pour les articles homonymes, voir Corneille.
Pierre Rémy Corneille est un homme politique français né le 28 décembre 1823 à Rouen et mort le 19 décembre 1896 à Paris.

## Biographie
Fils du député Pierre Alexis Corneille et petit-fils du maire de Rouen Rémy Taillefesse, Pierre Rémy Corneille est clerc de notaire à Paris puis à Rouen. Conseiller de préfecture en Ariège en 1853, secrétaire général de la préfecture de l'Ariège, puis de celle de l'Oise en 1854, et conseiller de préfecture en 1864, il donne sa démission en 1868. Suppléant du juge de paix du canton de Saint-Saëns en 1864 et conseiller d'arrondissement, il succède à son père comme député de la Seine-Inférieure en 1868 et siège jusqu'en 1870, soutenant le Second Empire.
Il est conseiller référendaire en 1872, puis greffier en chef de la Cour des comptes en 1887. Il participe aux fêtes du bicentenaire de Corneille à Rouen en 1884.
Domicilié à Maucomble, il est nommé chevalier de la Légion d'honneur en 1868.

## Distinctions
- Chevalier de la Légion d'honneur (décret du 31 mai 1868).

## Sources
- « Pierre Rémy Corneille », dans Adolphe Robert et Gaston Cougny, Dictionnaire des parlementaires français, Edgar Bourloton, 1889-1891 [détail de l’édition]
- Journal de Rouen, 21 novembre 1896, p. 2.